# لوحة إنوسنت العاشر النصفية
صورة البابا إنوسنت العاشر هو زيت على قماش صورة من الرسام الاسباني دييغو فيلاسكيز، أعدم خلال رحلة إلى إيطاليا حوالي 1650. العديد من الفنانين والفن النقاد يعتبرونها أفضل صورة في أي وقت مضى خلق. يقع في غاليريا دوريا بافيلي في روما. أصغر نسخة في متحف متروبوليتان للفنون في نيويورك دراسة على العرض في منزل أبسلي في لندن. اللوحة هي الإشارة إلى الواقعية في أنه هو الثابت صورة ذكي للغاية، داهية ولكن الشيخوخة الرجل. هو يرتدون الكتان أثواب وجودة العمل هو واضح في الغنية ليفربول العلوي الملابس لباس الرأس، الستائر المعلقة.
البابا ولد جيوفاني باتيستا بافيليكانت حذرة في البداية من وجود لوحته التي اتخذتها فيلاسكيز، ولكن رضخت بعد أن يحصل على نسخ من أمثلة فيلاسكيز في البورتريه. عاملا مساعدا لهذا الكبيرة التقدم في الرسام المهني أنه قد صورت عددا من أعضاء بافيلي الداخلية المحكمة. بعد البابا ظل الحذر والحذر واللوحة تم عرضها في البداية فقط عائلته وفقدت إلى حد كبير من الرأي العام خلال القرون 17th و 18th. شهادة جامعية عقد البابا يحتوي على فيلاسكيز التوقيع.

## التاريخ
صورة تم رسمها خلال فيلاسكيز في الرحلة الثانية إلى إيطاليا، بين 1649 1651. البابا اثواب من ضوء الكتان، ربما كان رسمت خلال الصيف على الأرجح في 1650. فيلاسكيز شملت توقيعه على ورقة البابا هو عقد، ولكن من الصعب قراءة التاريخ. هناك نسختين من قصة كيف فيلاسكيز جاء لرسم اللوحة. وفقا لأحد منهم، في حين يزور الفاتيكان، فيلاسكيز، بالفعل رسام الشهير، قد منح الجمهور مع البابا إنوسنت العاشر عرضت عليه أن ترسم صورة البابا، ولكن الأبرياء X يشك لعدم ثقتها فيلاسكيز الشهرة. ومن ثم سأل Veláquez أن نقدم بعض الأدلة من مهارات الرسم. كان ثم أن فيلاسكيز رسمت صورة خادمه خوان دي باريخا (اليوم على عرض في متحف متروبوليتان في نيويورك). مرة البابا رأيت صورة خوان دي باريخا، سمح فيلاسكيز أن ترسم صورة.

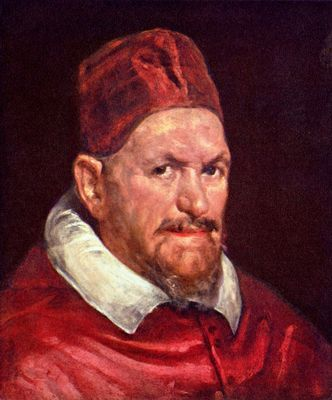
التفاصيل من واشنطن المعرض الوطني الإصدار

على ما يبدو عندما البابا رأيت الانتهاء من صورة، وقال انه مصيح، إلى حد ما اربكت: «Troppo فيرو!» («كل صحيح جدا!»), على الرغم من أنه لم يكن قادرا على إنكار الجوهرية جودة صورة كما تحفة. الخبراء يشككون في صحة هذه القصة، ويزعمون أن البابا يسمح فيلاسكيز أن ترسم له لأنه قد رسمت بالفعل نجاحا كبيرا الآخرين من الداخلية البابوية المحكمة، بما في ذلك البابا الخاصة الحلاق.
صورة أبقى في عرض خاص الأبرياء الأسرة، بافيليالذي عرض في Doria-بافيلي معرض حيث لا يزال إلى يومنا هذا. كان نسبيا سر تحفة بكثير من القرون 17th و 18th, فقط من المعروف أن بعض خبراء الذي مع ذلك حتما الثناء العمل باعتبارها واحدة من أرقى صور أنتجت من أي وقت مضى. المؤرخ الفرنسي هيبوليت تين يعتبر صورة «تحفة بين جميع صور» وقال «مرة واحدة فقد رأينا أنه من المستحيل أن ننسى».
تاجر الفن رينيه Gimpel الإشارة إلى ذلك في مذكراته في عام 1923 «مورغان قد عرض مليون دولار. فيلاسكيز كان تواجه مع رودي الإيطالية، الفنان، اعتادوا على الطبائع شاحب بلده دون تردد غارق فرشاته في اللون الأحمر لون النبيذ وأحضر فرح مدمر على الحياة.... هذا الوجه هو دوامة من اللحم والدم والحياة؛ العيون البحث.»

## تأثير
الأيرلندية-ولد الرسام فرانسيس بيكون رسمت سلسلة مشوهة المتغيرات غالبا ما يعرف باسم «صراخ الباباوات»، والتي تتكون من أكثر من 45 المتغيرات المعروفة تنفيذها في جميع أنحاء 1950s وأوائل 1960s. كانت الصورة التي وصفها جيل دولوز كمثال الإبداعية إعادة تفسير الكلاسيكية. بيكون تجنب رؤية الأصلي، ولكن ظلت اللوحة واحدة من أعظم تأثير على وجودها يمكن أن ينظر إليه في العديد من أفضل أعماله من أواخر 1940s إلى 1960s في وقت مبكر. في عام 1953 بيكون نسخة البابا هو مبين الصراخ بعد صوته هو «إسكات» أرفق الستائر والظلام والألوان الغنية. الألوان الداكنة من خلفية تقديم بشع الكابوسية لهجة إلى اللوحة. مطوي ستائر خلفية المقدمة شفافة تظهر أن تقع من خلال تمثيل البابا الوجه.